# 谷井明日香
谷井明日香（1978年6月19日—），日本女性聲優，隸屬於Mausu Promotion。身高156公分，血型O型，出身於富山縣。

## 經歷
1999年自聲優研究會畢業後，2000年進入Mausu Promotion養成所，並在2001年出道。

## 演出作品

### 電視動畫
2001年
- 頑皮小白貂（露露、露佳、西塔美由、ヒャッホー）
- （アクビちゃん）

2002年
- 朝霧的巫女（女子B）
- 小魔女Doremi（ナターシャ）
- Panyo Panyo Di Gi Charat（エリザベス）
- （女子）
- 圓盤皇女（れみ、女子）

2003年
- 狼雨（研究員）
- 銀河鐵道物語（ケイト）
- 青青校樹（女學生）
- 東京喵喵（ハナチャ）
- 彩夢芭蕾（ツチブタンヌ　第19話的土豚）
- 圓盤皇女 十二月的小夜曲（みどり）

2004年
- 變異體少女（秘書）
- 下級生2（ハルミ）
- Keroro軍曹（霜月彌生、貓、吉祥学園2年A班担任）
- （茜）
- 蒼穹之戰神（女學生）
- 火影忍者（孩童、陪酒小姐）
- 雙戀（男子B）
- 怪醫黑傑克（チャコ）
- 魔法少女奈葉（法琳·K·Ehrlichkeit）
- 烘焙王（河内ひろみ、貘）

2005年
- 我太太是高中生（委員長）
- 銀盤萬花筒（少女）
- 甲蟲王者（女子）
- SHUFFLE!（海の家のアルバイト）
- 火影忍者（ほすてすさん）
- 光之美少女Max Heart（露露）
- まじめにふまじめ かいけつゾロリ（女學生）
- 魔法少女奈葉A's（法琳·K·Ehrlichkeit、莉澤艾莉亞）
- LOVELESS（女學生）

2006年
- 歡迎加入NHK!（森岡みき）
- 銀河鐵道物語 〜永遠的分岐點〜（ケイト）
- 結界師（少女）
- 地獄少女（ユミ）
- 大長今第1話
- 少年陰陽師（内親王脩子）
- 奏光之Strain（卡瑪依庫魯）
- 暗夜第六感（浪川ひとみ）
- 西方善魔女（女子B）
- まじめにふまじめ かいけつゾロリ（孩童B）
- 甦醒的天空 -援救之翼-（岡田さくら、中倉智惠美）
- 落語天女（女子部員）
- 徹之進（八木野ユキ）

2007年
- 古代王者 恐龍王（咬咬龍）
- 絕望先生（小森霧、三珠真夜、最高之女）

2008年
- 古代王者 恐龍王：翼龍傳說（咬咬龍、（第一期））
- 俗·絕望先生（小森霧、（以下為第6話後半部份）小節浴、關內·瑪麗亞·太郎）

2009年
- 懺·絕望先生（小森霧）另外擔任第4話插畫
- 星際寶貝（ステンチー）
- 東京震級8.0
- 發現、體驗、最喜歡！巧虎（晴天娃娃）

2010年
- 吸血鬼同盟（奈蘿）

2012年
- 新哆啦A夢（アッちゃん）
- 47都道府犬（日语：47都道府犬）（富山犬）

2014年
- 偶像活動！（持田千捲）

### OVA
- 草莓100% -櫻海學園脫逃篇（女學生J）
- 獄·絕望先生（小森霧、三珠真夜）
-瑪莉亞的凝望 第3季（京極貴惠子）
- MUNTO～穿越時空之壁（日高望）
- 圓盤皇女系列
  - 圓盤皇女 星靈節的新娘（キーナ）
  - 圓盤皇女 時空與夢想的銀河之宴（ノート）

### 電影版動畫
- 電影 光之美少女 All Stars DX 大家都是朋友☆奇蹟的全員大集合！（露露）
- 超劇場版Keroro軍曹（霜月やよい、貓）
- 超劇場版Keroro軍曹 龍勇士的逆襲（霜月やよい、貓）

### 遊戲
- 永遠的阿賽莉亞：大地的盡頭（セリア・ブルースピリット）
- 恐怖驚魂夜2 特別編（月山美咲）
- 銀河天使（ノア）
- 銀河天使2（ノア）
- 侍道2（天原的無名孩子）
- 三重宇宙（パメラ）
- 美少女夢工場5（生駒玲於奈）
- 瑪那學園 ～學園鍊金術士們〜（帕梅拉・伊比絲）
- 全民網球（エレノア）
- 狂野歷險 the Vth Vanguard（キャロル・アンダーソン）
- SUNRISE 大戰（イリーナ・オースティン）
- 俠盜銀河（ミリ・ライザ）
- 蘿樂娜的鍊金工房 ～亞蘭德之鍊金術士～（帕梅拉・伊比絲）
- 魔法少女奈叶 A's 携带版：命运齿轮（莉泽艾莉亚、银十字之书）
- 怪物彈珠（威廉·格林）

### CD
- 廣播劇CD
- （美魔）
- 廣播劇CD《幸福喫茶3丁目》（安倍川さくら）
- 絕望先生 關聯CD（小森霧）
  - （第I期片尾曲《絶世美人》c/w）
- 魔法少女奈叶 The MOVIE 2nd A's 廣播劇CD Side-Y（银十字之书）

### 廣播
- 網路電台 （第13回－第103回）

### 網路電視
- （Oh!sama TV）（第1回來賓）

## 外部連結
- 事務所公開簡歷（页面存档备份，存于）（日語）